# كيت براون
كاثرين براون (بالإنجليزية: Katherine Brown)‏ وتُعرف باسم كيت براون (من مواليد 21 يونيو 1960) هي سياسية أمريكية تشغل منصب الحاكمة الحالية لولاية أوريغون. براون محامية وعضو في الحزب الديمقراطي، وقد شغلت سابقا منصب وزير داخلية ولاية أوريغون ومنصب زعيمة للأغلبية في مجلس شيوخ ولاية أوريغون، حيث مثلت أجزاء من ميلواوكي وشمال شرق وجنوب شرق بورتلاند.
أصبحت براون حاكمًا على الولاية بتاريخ 18 فبراير عام 2015، خلفًا لجون كيتزبير بعد استقالته. وهي ثاني امرأة تشغل منصب حاكم الولاية، بعد باربرا روبرتس (التي شغلته بين عامي 1991-1995).
براون مزدوجة التوجه الجنسي وهي أول شخص مزدوج التوجه الجنسي يشغل منصب عاما على مستوى ولاية، وهي أول شخص مزدوج التوجه الجنسي يتم اختياره كحاكم ولاية في الولايات المتحدة (وأول شخص مثلي أو مثلية أو مزدوج الميول الجنسية أو متحول جنسي ينتخب كحاكم ولاية أمريكية).
ترشحت براون لفترة ولاية كاملة في عام 2018، وتُقام انتخابات حاكم ولاية أوريغون لسنة 2018، وواطهت براون فيها مرشح الحزب الجمهوري كنوت بويهلر يوم 6 نوفمبر 2018، لتفوز بالانتخابات ويعاد انتخابها مجددا كحاكمة ولاية أوريغون.

## النشأة والحياة المهنية
وُلِدت براون في توريخون دي أردوخ بمنطقة مدريد، في إسبانيا، حيث كان والدها يخدم في القوات الجوية الأمريكية، لكنها نشأت وترعرعت في ولاية مينيسوتا. وحصلت على شهادة بكالوريوس الآداب في الحفاظ على البيئة مع شهادة في دراسات المرأة من جامعة كولورادو في بولدر في عام 1981 وشهادة في القانون البيئي من "كلية القانون الشمالية الغربية" التابعة ل"كلية لويس وكلارك عام 1985.

## الجمعية التشريعية لولاية أوريغون

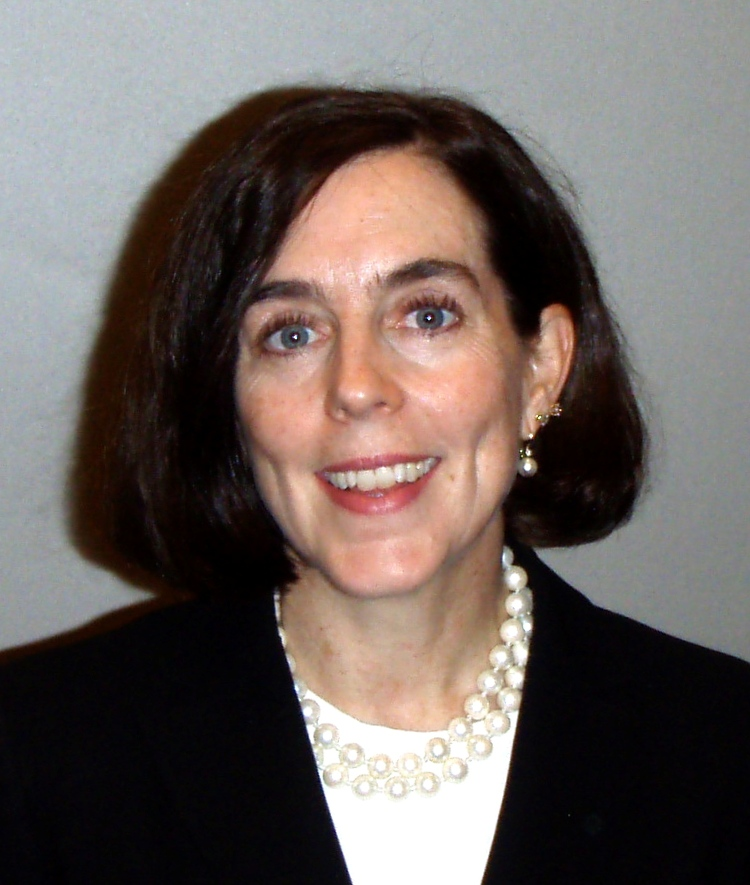
براون في عام 2008

تم تعيين براون في مجلس النواب في ولاية أوريغون في عام 1991، لتشغل منصبا شاغرا من قبل سلفها جودي باومان، التي حصلت على تعيين تنفيذي. تم انتخابها لولاية ثانية قبل انتخابها لمجلس شيوخ ولاية أوريغون في عام 1996. وبعد ذلك بعامين، تم انتخابها كمرشحة ديمقراطية في مجلس الشيوخ. في عام 2004، جعلها أعضاء مجلس الشيوخ أول امرأة في منصب قائدة للأغلبية في مجلس الشيوخ في ولاية أوريغون.
في يوليو 2007، أعلنت براون أنها ستتخلى عن مقعدها في مجلس الشيوخ في ولاية أوريغون لتترشح لمنصب وزير خارجية ولاية أوريغون (نائب الحاكم) في عام 2008. في 20 مايو 2008، فازت براون في انتخابات ترشيح الحزب الديمقراطي لوزارة الخارجية في أوريغون (لنائب الحاكم). وحققت في 5 نوفمبر فوزا في الانتخابات العامة بفارق 51-46٪% ضد المرشح الجمهوري ريك دانسر.

## (وزيرة الدولة) نائبة حاكم ولاية أوريغون
كان من بين أولويات براون إجراء عمليات مراجعة دقيقة للأداء للمساعدة في موازنة الميزانية. في عام 2008، مقابل كل دولار أنفقته الدولة، أعادت مراجعة الأداء 8 دولارات في توفير التكاليف. في عام 2010، أفادت براون بأنها وفرت 64 دولارًا أمريكيًا من حيث توفير التكاليف والكفاءة مقابل كل دولار تم استثماره.
في عام 2009، قدمت براون ومررت مشروع قانون «مجلس النواب 2005» للقضاء على الاحتيال وإساءة المعاملة في مبادرة ونظام الاستفتاء. ومنحت وزارة الخارجية (مكتب نائب الحاكم) مزيدا من السلطة لمقاضاة الاحتيال وفرض الحظر الدستوري على دفع كل توقيع على المبادرات.

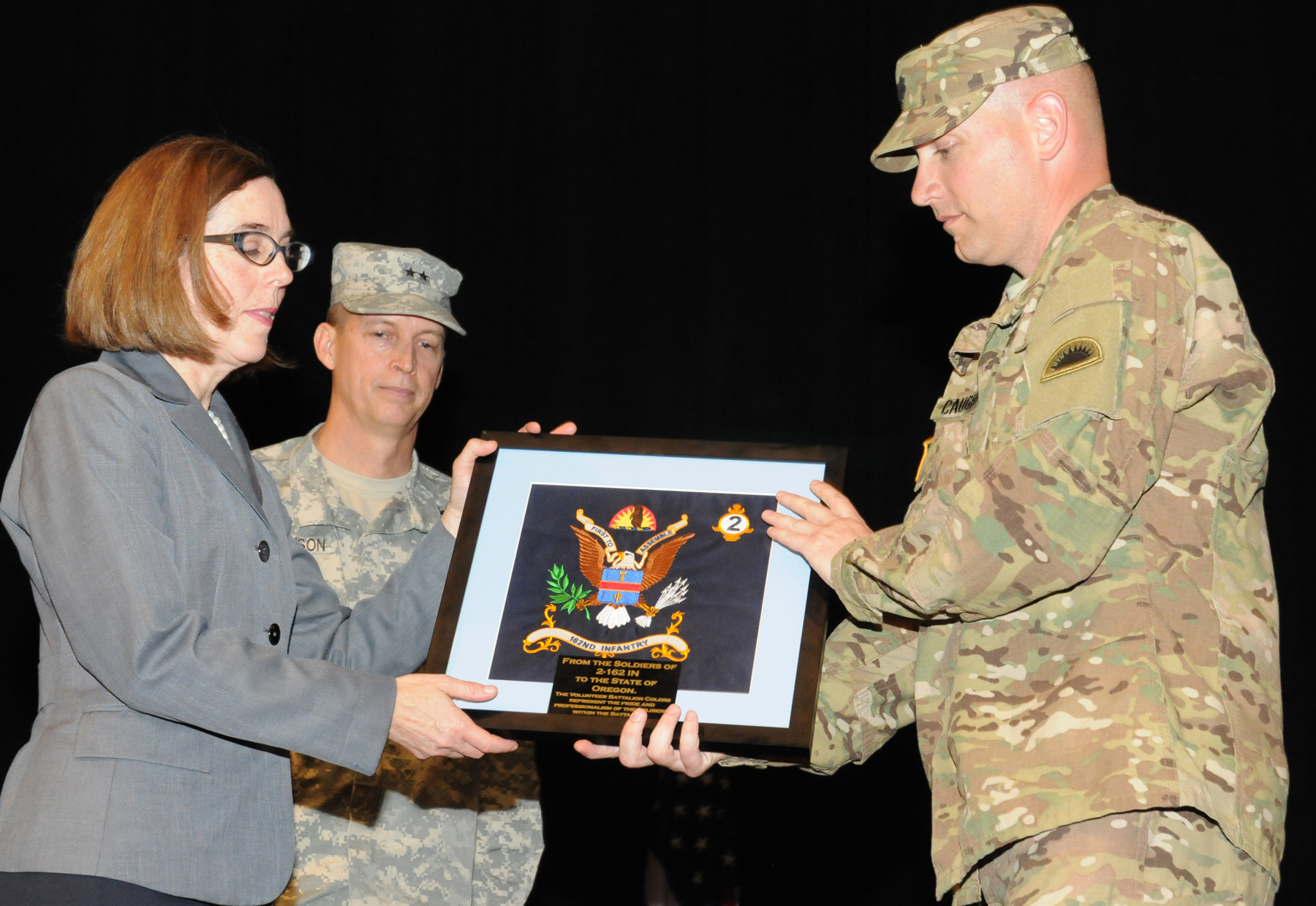
براون تتسلم جائزة من الحرس الوطني الأمريكي التابع لولاية أوريغون في عام 2015

كما نفذت براون برنامج تسجيل الناخبين عبر الإنترنت. وحتى مارس 2010، بعد عام من تقديمها، قالت هيئة الإذاعة العامة في ولاية أوريغون أن ما يقرب من 87000 من سكان ولاية أوريغون قد سجلو عبر الإنترنت للتصويت.
في عام 2009، سمى معهد «أسبن» براون كواحدة من «24 نجما صاعدا» في السياسة الأمريكية ومنحها منحة روديل الجامعية. البرنامج عبارة عن منحة جامعية لمدة عامين تهدف إلى كسر الحواجز الحزبية واستكشاف مسؤوليات القيادة العامة والحكم الرشيد.
في أكتوبر 2012، سلطت مجلة «ستايتتيك» الضوء على استخدام براون لتقنية «آي باد» والأجهزة اللوحية لزيادة إمكانية الوصول إلى الناخبين من ذوي الإعاقات. في عام 2011، أصبحت ولاية أوريغون أول ولاية قضائية في البلاد تستخدم هذه التكنولوجيا لمساعدة الناخبين ذوي الإعاقة في وضع علامات على بطاقات الاقتراع.
في كانون الثاني/يناير 2015، قدمت براون رسالة إلى لجنة الاتصالات الفيدرالية دعماً لشراء شركة «كومكاست» لشركة «تايم وورنر كابل» وهي الشركة التي قدمت ما يزيد عن 10000 دولار من التبرعات لحملاتها الانتخابية السابقة.

## حاكمة ولاية أوريغون
في 13 فبراير 2015، أعلن الحاكم «جون كيتزابر» الاستقالة، وسط فضيحة فساد عامة. خلفته براون في 18 فبراير 2015، حيث أن دستور ولاية أوريغون يحدد وزير الخارجية للولاية (نائب الحاكم) كخليفة عندما يترك الحاكم منصبه قبل الأوان.
عينت براون بريان شيبلي، وهو عضو في جماعة الضغط لجامعة أوريغون للصحة والعلوم ونائب كبير مستشاري الحاكم السابق تيد كولونغوسكي، ككبير مستشاريها. وعينت جين أتكينز كوزيرة للدولة.
في 20 فبراير 2015، أعلنت براون أنها تخطط لتمديد موراتوريوم على الإعدامات قام سلفها بسنه. وقّعت أيضًا على مشروع قانون «الناخب الحركي» الذي دافعت عنه لما كانت وزيرة الخارجية (نائبة الحاكم)، لتسجيل الناخبين تلقائيًا باستخدام بيانات رخصة القيادة الخاصة بهم.
في 20 يوليو 2016، وقعت براون على قانون HB3402 الخاص بإمكانية زيادة السرعة في بعض الطرقات.
براون هي ثاني امرأءة تشغل منصب حاكم ولاية أوريغون، بعد «باربرا روبرتس». وهي واحدة من امرأتين تشغلان منصب حكام ولايات الأمريكية تابعتين لاحزب الديمقراطي في عام 2017، والأخرى هي «جينا رايموندو» من رود آيلاند.
شاركت براون في الانتخابات الخاصة لحاكم أوريغون لعام 2016. واجهت جوليان بيل، وتشيت تشانس، وكيفن م. فورسايث، وستيف جونسون، وديف شتاوفر في الانتخابات التمهيدية للحزب الديمقراطي، وفازت بالترشيح. بحلول أبريل 2016، جمعت أكثر من 800,000 دولار لحملتها في عام 2016 وحده، في حين أن منافستها الديمقراطية الأقرب، جوليان بيل، قد جمعت 33,000 دولار.
وفازت براون في الانتخابات ضد المرشح الجمهوري بير بيرس، ومرشح الحزب المستقل كليف توماسون، ومرشح الحزب الليبرتاري جايمس فوستر، والمرشح للحزب الدستوري آرون دونالد أور، وحصلت على 51% من الأصوات.
في 9 يناير 2017، أدت براون اليمين الدستورية لفترة ولايتها الثانية، ولأول فترة تنتخب فيها للمنصب. في يونيو/حزيران 2017، وقعت براون "قانون أوريغون للمساواة في الأجور، والذي سعى إلى تقليص فجوة الأجور بين الجنسين من خلال منع أرباب العمل من السؤال عن المرتبات السابقة للباحثين عن عمل في قرارات التوظيف.
كشفت براون في 14 نوفمبر عام 2017 عن نيتها الترشح لولاية ثالثة، وأول ولاية كاملة لها كحاكمة، في عام 2018. وتُقام انتخابات حاكم ولاية أوريغون لسنة 2018، في 6 نوفمبر 2018، والتي ستواجه فيها مرشح الحزب الجمهوري «كنوت بويهلر». وتم إعادة انتخابها في نوفمبر 2018، وهزمت مرشح الحزب الجمهوري كنوت بويهلر ب50.0% إلى 43.9% من مجموع الأصوات، مع أخذ كل من مرشح الحزب المستقل باتريك ستارنز، ومرشح الحزب الليبرالي نيك تشن، ومرشح الحزب الدستوري هارون أوير، ومرشح الحزب التقدمي كريس هنري للأصوات المتبقية.
في خطة ميزانية نوفمبر 2018، اقترحت براون خطة لمدة 30 عاما للحد من انبعاثات غازات الاحتباس الحراري في ولاية أوريغون من خلال نظام «الحد الأقصى والتجارة». في عام 2019، بعد تفشي مرض الحصبة في ولاية أوريغون، حثت براون الوالدين على تطعيم أطفالهم. وقالت «يا للهول!!، هذا علم أساسي بسيط».
في 20 يونيو 2019، أذنت براون لقوات الولاية بالبحث عن 11 من أعضاء مجلس الشيوخ الجمهوريين وإعادتهم بعد أن أمر مجلس الشيوخ في أوريغون الرقيب على الأسلحة لإلزام أعضاء مجلس الشيوخ بحضور جلسة مجلس الشيوخ. وكان أعضاء مجلس الشيوخ قد غادروا لمنع النصاب القانوني في مجلس الشيوخ، وبالتالي منع تمرير مشروع قانون شامل حول الاحتباس الحراري. قالت شرطة ولاية أوريغون إن براون «أعطت توجيهًا قانونيًا تلتزم شرطة ولاية أوريغون بتنفيذه تمامًا».

## الانتقادات
كانت براون جزءا لا يتجزأ من جمع الأصوات لتمرير مشروع قانون في عام 2003 لإصلاح نظام التقاعد العام للموظف العام في أوريغون، ثم صوتت ضد مشروع قانون الإصلاح من أجل الحفاظ على علاقاتها بالعمل المنظم. وقد فقد العديد من زملائها إلى مقاعدهم بسبب رد فعل عنيف من النقابات العمالية.
كوزيرة للخارجية (نائبة الحاكم)، تم توجيه انتقادات لبراون عندما قالت إنها ارتكبت خطأ في تحديد مواعيد الانتخابات لمفوض العمل بين الديمقراطي براد أفاكيان والجمهوري بروس ستار. كان من شأن إجراء انتخابات مبكرة أن تكون لصالح ستار، ولكن مع اقتراب موعد الانتخابات، غيرت براون رأيها وحددت موعد الانتخابات في شهر نوفمبر، مما ساعد أفاكيان على الفوز بالسباق.
وقد تعرضت براون لانتقادات لطردها عددا من المسؤولين الحكوميين رفيعي المستوى.
تم اتهام براون بإساءة إدارة مركز رعاية صحة الأطفال في أوريغون في مراجعة نشرت في 31 يناير 2018.
واجهت براون تحقيقاً في التوسط في اتفاق - من أجل مساهمات في الحملة الانتخابية - بين نايكي والنقابات التي سحبت مبادرة شفافية الشركات من الاقتراع العام للانتخابات في عام 2018. ساهم مؤسس شركة نايكي فيل نايت بأكثر من مليون دولار في حملة خصمها الجمهوري.
تسبب تعيين براون لميشا إسحاق، المحامية العامة السابقة للحاكم، في محكمة استئناف أوريغون في أغسطس 2019 في قلق أعضاء نقابة المحامين في الولاية. بعد استقالة محامي السجلات العامة وإصدار مراسلات تضر بإسحاق، دعا المزيد من الأشخاص براون إلى إلغاء التعيين، بما في ذلك قاضي المحكمة العليا السابق في أوريغون إدوين بيترسون.
في عام 2019، حاول حزب أوريغون الجمهوري وجماعة مستقلة تدعى «فلش داون كيت براون» إزالة براون مع طلب سحب، لكنه لم يصل إلى ما يقارب 280,050 توقيع، مع جمعه لأكثر من 239,260 توقيع فقط.

## الحياة الشخصية
تعيش براون في بورتلاند مع زوجها دان ليتل. عندها اثنان من أبناء زوجها، ديلان وجيسي.
وهي مزدوجة التوجه الجنسي وهي أول شخص مزدوج الميول الجنسية يشغل منصب عام على مستوى ولاية، وهي أول شخص مزدوج الميول الجنسية يتم اختياره كحاكم ولاية في الولايات المتحدة (وأول شخص مثلي أو مثلية أو مزدوج الميول الجنسية أو متحول جنسي ينتخب على هذا النحو).

## الجوائز والتكريمات
- 1995 - حائزة على جائزة الإنجاز للمرأة من لجنة أوريغون للمرأة.[51]
- 2004 - جائزة الخدمة الوطنية والمجتمعية من جمعية مستشاري الصحة العقلية الأمريكية.[52]
- 2007 - حائزة على جائزة الاستحقاق للرئيس من محامي ولاية أوريغون[53]
- 2015 - تم إدراجها باعتبارها واحدة من تسعة مترشحين لشخص السنة لمجلة ذا أدفوكيت.
- 2017 - تمت تسميتها على أول قائمة NBC Out # Pride30.[54]

- لمحات في الشجاعة من قبل جمعية الحقوق الأساسية لولاية أوريغون.[51]

## وصلات خارجية
- الموقع الرسمي لحاكم ولاية أوريغون (بالإنجليزية)
- كيت براون على مشروع الدليل المفتوح